# Distretto di Raymondi
Il distretto di Raymondi è un distretto del Perù che appartiene geograficamente e politicamente alla provincia di Atalaya e dipartimento di Ucayali. Ubicato a nordest della capitale peruviana.
Sindaco (alcalde) (2007-2010): Francisco de Asís Mendoza De Souza

## Data di fondazione
2 luglio del 1943

## Superficie e Popolazione
- 14508,51 km²
- 24 982 abitanti (inei2005) di cui il 52% sono donne e il 48% uomini